# يوفال بيريس
يوفال بيريس (بالعبرية: יובל פרס‏) هو رياضياتي إسرائيلي، ولد في 5 أكتوبر 1963 في القدس في إسرائيل.